# Виконт Брентфорд
Виконт Брентфорд из Ньюика в графстве Суссекс — наследственный титул в системе Пэрства Соединённого королевства. Он был создан 5 июля 1929 года для консервативного политика, сэра Уильяма Джойнсона-Хикса, 1-го баронета (1865—1932). Трижды избирался депутатом Палаты общин Великобритании, занимал посты финансового секретаря казначейства (1923), генерального казначея (1923), генерального почтмейстера (1923), министра здравоохранения (1923—1924), министра внутренних дел Великобритании (1924—1929). 20 сентября 1919 года Уильям Джойнсон-Хикс получил титул баронета из Холмсбери (Баронетство Соединённого королевства). Его младший сын, Ланселот Уильям Джойнсон-Хикс, 3-й виконт Брентфорд (1902—1983), также был консервативным политиком. Он был депутатом Палаты общин от Чичестера (1942—1958) и парламентским секретарём министерства топлива и энергетики (1951—1955). 29 января 1956 года для него был создан титул баронета из Ньюика в графстве Суссекс.
По состоянию на 2025 год носителем титула являлся сын последнего, Криспин Уильям Джойнсон-Хикс, 4-й виконт Брентфорд (род. 1933), который сменил своего отца в 1983 году. Он — бывший адвокат и президент Церковного общества.
Родовая резиденция — Кусли Плейс в Уодхерсте в графстве Восточный Суссекс.

## Виконты Брентфорд (1929)

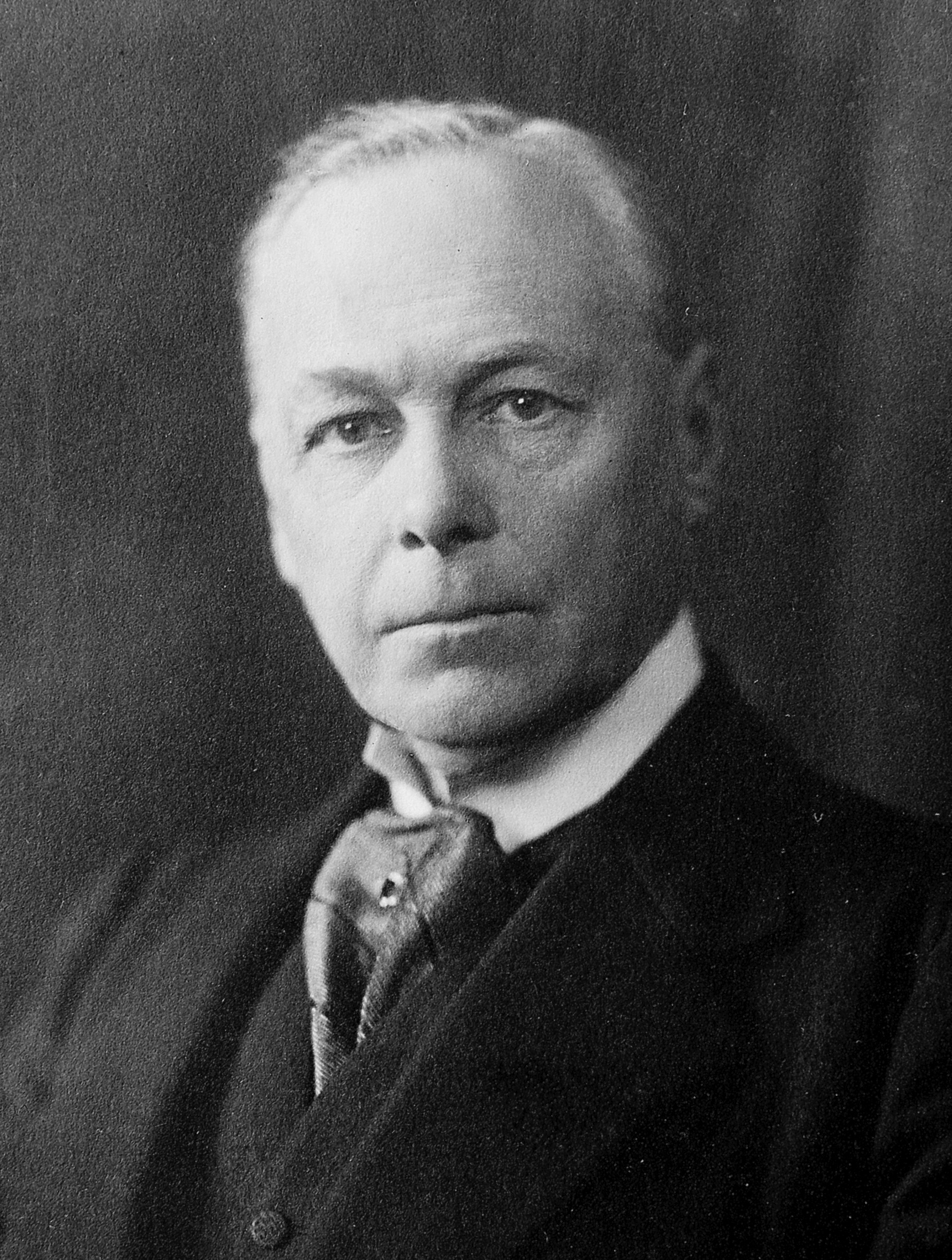
Уильям Джойнсон-Хикс, 1-й виконт Брентфорд (1865—1832)

- 1929—1932: Уильям Джойнсон-Хикс, 1-й виконт Брентфорд (23 июня 1865 — 8 июня 1932), старший сын Генри Хикса;
- 1932—1958: Ричард Сесил Джойнсон-Хикс, 2-й виконт Брентфорд (15 ноября 1896 — 18 июня 1958), старший сын предыдущего;
- 1958—1983: Ланселот Уильям Джойнсон-Хикс, 3-й виконт Брентфорд (10 апреля 1902 — 25 февраля 1983), младший брат предыдущего;
- 1983 — настоящее время: Криспин Уильям Джойнсон-Хикс, 4-й виконт Брентфорд (род. 17 апреля 1933), единственный сын предыдущего;
  - Наследник: достопочтенный Пол Уильям Джойнсон-Хикс (род. 1971), единственный сын предыдущего;
    - Наследник наследника: Том Уильям Джойнсон-Хикс (род. 2009), старший сын предыдущего[1].